# لام جونز
لام جونز (بالإنجليزية: Lam Jones)‏ هو لاعب كرة قدم أمريكية أمريكي، ولد في 4 أبريل 1958 في لوتون في الولايات المتحدة، وتوفي في 15 مارس 2019 في راوند روك في الولايات المتحدة بسبب سرطان.

## وصلات خارجية
- لام جونز على موقع مرجع كرة القدم المحترفة.كوم (الإنجليزية)
- لام جونز على موقع اللجنة الأولمبية الدولية (الإنجليزية)
- لام جونز على موقع أوليمبيديا (الإنجليزية)